# Giovanni Nicotera

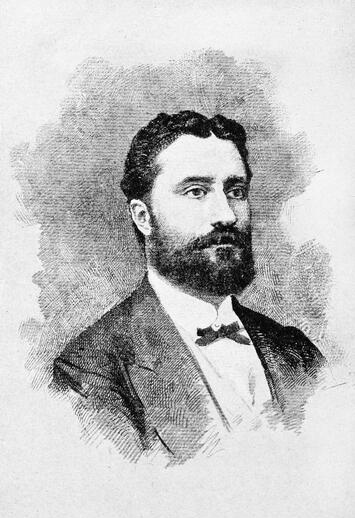
Giovanni Nicotera.

Giovanni Nicotera, född 9 september 1828 i Sambiase, Kalabrien, död 13 juni 1894 i Vico Equense, var italiensk baron och politiker. 
Nicotera studerade rättsvetenskap, deltog 1848 i upproret i Kalabrien samt blev officer i Romerska republikens armé och sårades 1849 i strid mot fransmännen, varefter han bosatte sig i Turin. År 1857 deltog han i den av Giuseppe Mazzinis anhängare igångsatta expeditionen från Genua, som åsyftade att revoltera Neapel och driva bort Bourbonerna därifrån. 
I insurgenternas avgörande nederlag vid Padula blev Nicotera svårt sårad och fången samt därpå dömd till galärstraff på livstid. År 1860 befriades han av Giuseppe Garibaldi, under vilken han därefter tjänade i fält såväl 1860 och 1861 som 1866 och 1867, då han vid Garibaldis angrepp på Rom förde en kolonn frivilliga till Velletri. 
I italienska parlamentet, där han regelmässigt var ombud för Salerno, anslöt han sig till framstegspartiet. I mars 1876 blev han inrikesminister i kabinettet Agostino Depretis samt vidtog bland annat, ehuru förgäves, energiska åtgärder att tillintetgöra maffian på Sicilien. Ett växande missnöje med hans förvaltning vållade, att han december 1877 avgick och ersattes av Francesco Crispi. I Antonio di Rudinìs kabinett februari 1891 till maj 1892 var han åter inrikesminister.